# Psylliodes magnificus
Psylliodes magnificus es una especie de insecto coleóptero de la familia Chrysomelidae.
Fue descrita científicamente en 1975 por Gruev.